# Allium dictyoprasum
Allium dictyoprasum là một loài thực vật có hoa trong họ Amaryllidaceae. Loài này được C.A.Mey. ex Kunth mô tả khoa học đầu tiên năm 1843.

## Hình ảnh

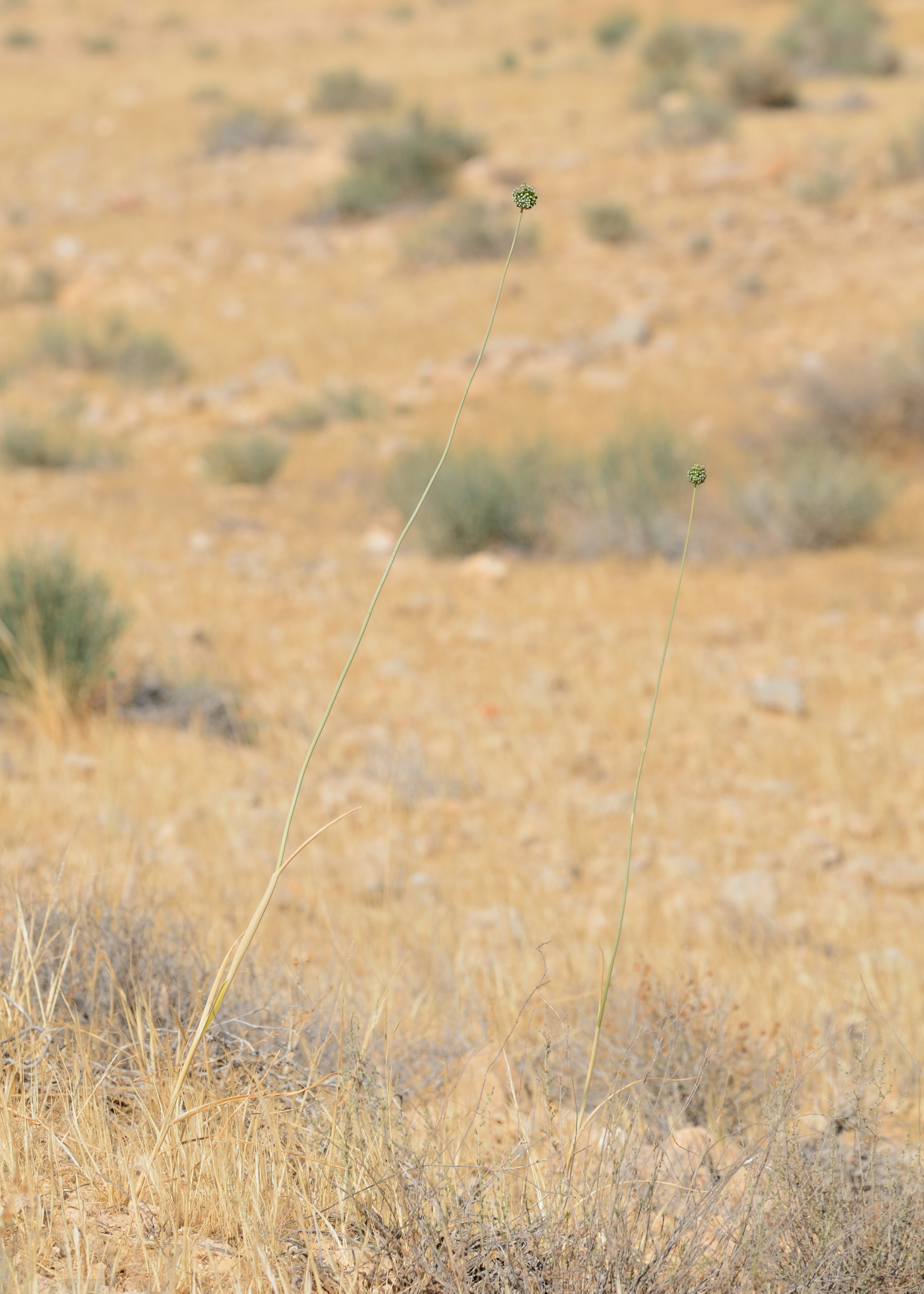